# Luciano Vietto
Luciano Vietto (Balnearia, Córdoba, 5 december 1993) is een Argentijns voetballer die doorgaans als aanvaller speelt. Hij verruilde medio 2019 Atlético Madrid voor Sporting CP.

## Clubcarrière
Vietto debuteerde op 27 oktober 2011 in het betaald voetbal onder trainer Diego Simeone in de competitiewedstrijd tegen Racing Club de Avellaneda. Op 3 september 2012 maakte hij een zuivere hattrick tegen San Martín de San Juan. In maart 2013 werd zijn contract met vier seizoenen verlengd.
Op 4 augustus 2014 tekende Vietto een vijfjarig contract bij Villarreal, dat 5,5 miljoen euro betaalde voor de aanvaller. Op 21 augustus 2014 debuteerde hij voor zijn nieuwe club, in de play-offs van de UEFA Europa League tegen Astana FK.
Op 24 augustus 2014 maakte hij voor het eerst zijn opwachting in de Primera División, in een uitwedstrijd tegen Levante UD. Vier dagen later maakte de Argentijn twee treffers in de terugwedstrijd tegen Astana.
Op 21 september 2014 maakte hij zijn eerste twee doelpunten in de Primera División, tegen Rayo Vallecano. Vietto eindigde zijn eerste seizoen met Villarreal als nummer zes van Primera División. Hij droeg hier in 35 competitiewedstrijden met onder meer twaalf doelpunten aan bij.
Vietto's eerste seizoen bij Villarreal was ook zijn laatste. Hij tekende in juli 2015 een contract tot medio 2021 bij Atlético Madrid, de nummer drie van Spanje in het voorgaande seizoen. Dat betaalde circa €20.000.000,- voor hem. Vietto zag bij Atlético trainer Diego Simeone terug, de man die hem in 2011 bij Racing Club liet debuteren in het eerste elftal. Met concurrentie van onder anderen Antoine Griezmann, Fernando Torres en Ángel Correa voor een plek in de aanval, lukte het hem in 2015/16 niet om een basisplaats af te dwingen. Atlético kocht in juli 2016 vervolgens ook Kevin Gameiro van Sevilla FC voor die linie. De club verhuurde Vietto tegelijkertijd voor een jaar aan datzelfde Sevilla, dat daarbij een optie tot koop bedong. Na een half jaar bij Atlético werd hij opnieuw verhuurd, ditmaal aan Valencia. In de zomer van 2018 vertrok Vietto op huurbasis naar Fulham, waar hij een jaar speelde. In 20 wedstrijden kwam hij tot één doelpunt. Op 1 juli 2019 betaalde Sporting CP €7,5 miljoen aan Atlético Madrid en haalde zo Vietto binnen.

## Clubstatistieken
| Seizoen | Club            | Competitie       | Wedstrijden | Goals |
| ------- | --------------- | ---------------- | ----------- | ----- |
| 2011/12 | Racing Club     | Primera División | 2           | 0     |
| 2012/13 | Racing Club     | Primera División | 32          | 13    |
| 2013/14 | Racing Club     | Primera División | 35          | 5     |
| 2014/15 | Villareal CF    | Primera División | 32          | 12    |
| 2015/16 | Atlético Madrid | Primera División | 19          | 1     |
| 2016/17 | → Sevilla FC    | Primera División | 21          | 6     |
| 2017/18 | Atlético Madrid | Primera División | 6           | 0     |
| 2017/18 | → Valencia      | Primera División | 14          | 2     |
| 2018/19 | → Fulham        | Premier League   | 20          | 1     |
| 2019-   | Sporting CP     | Primeira Liga    | 0           | 0     |